# Gnatholepis
Gnatholepis es un género de peces de la familia de los Gobiidae en el orden de los perciformes.

## Especies
Se reconocen diez especies dentro del género:
- Gnatholepis anjerensis (Bleeker, 1851)
- Gnatholepis argus Larson & Buckle, 2005
- Gnatholepis caudimaculata Larson & Buckle, 2012
- Gnatholepis cauerensis (Bleeker, 1853)
- Gnatholepis gymnocara J. E. Randall & D. W. Greenfield, 2001
- Gnatholepis knighti D. S. Jordan & Evermann, 1903
- Gnatholepis ophthalmotaenia (Bleeker, 1854)
- Gnatholepis pascuensis J. E. Randall & D. W. Greenfield, 2001
- Gnatholepis thompsoni D. S. Jordan, 1904
- Gnatholepis yoshinoi T. Suzuki & J. E. Randall, 2009